# Juan David Mosquera
Pour les articles homonymes, voir Mosquera.
Juan David Mosquera, né le 5 septembre 2002 à Cali en Colombie, est un footballeur international colombien jouant au poste d'arrière droit aux Timbers de Portland en MLS.

## Biographie

### En club
Né Cali en Colombie, Juan David Mosquera est formé par l'Independiente Medellín. Il joue son premier match en professionnel le 7 février 2020, face au Patriotas Boyacá. Il est titularisé lors de cette rencontre remportée par son équipe sur le score de trois buts à un. Le 11 mars 2020, il fait sa première apparition en Copa Libertadores, contre Boca Juniors. Il est titulaire lors de ce match perdu par les siens (3-0).
Le 17 juin 2022, Mosquera se fait remarquer lors d'un match face au CD La Equidad en inscrivant deux buts. Il contribue ainsi à la large victoire de son équipe par cinq buts à un,.
Il est transféré aux Timbers de Portland en Major League Soccer le 27 juillet 2022, s'engageant jusqu'en 2026. Dans la deuxième moitié de la saison 2022, il participe à seulement trois rencontres avec la franchise américaine. Néanmoins, ses performances sont remarquées à l'international puisque le Centre International d'Étude du Sport le classe au cinquième rang dans sa catégorie des « latéraux droits offensifs les plus prometteurs » dans son rapport mensuel de janvier 2023. Mosquera inscrit son premier but pour les Timbers de Portland le 27 février 2023, lors de la première journée de la saison 2023 de MLS, contre le Sporting de Kansas City. Titulaire, il donne la victoire à son équipe en étant l'unique buteur de la rencontre.

### En sélection
Juan David Mosquera représente l'équipe de Colombie des moins de 17 ans, sélection participe au Championnat de la CONMEBOL des moins de 2017 en 2019. Il joue deux matchs en tant que titulaire lors de cette compétition.